# Lotus parviflorus
Lotus parviflorus är en ärtväxtart som beskrevs av René Louiche Desfontaines. Lotus parviflorus ingår i släktet käringtänder, och familjen ärtväxter. Inga underarter finns listade i Catalogue of Life.